# Ignaz Waibl
Ignaz Waibl, auch Ignatzius Woibl genannt (* 1661 in Grins bei Landeck; † 28. Februar 1733 in Heimertingen), war ein Tiroler Holzbildhauer und -schnitzer, der Bildwerke schuf, die zu den bedeutendsten ihrer Epoche gehören.

## Leben

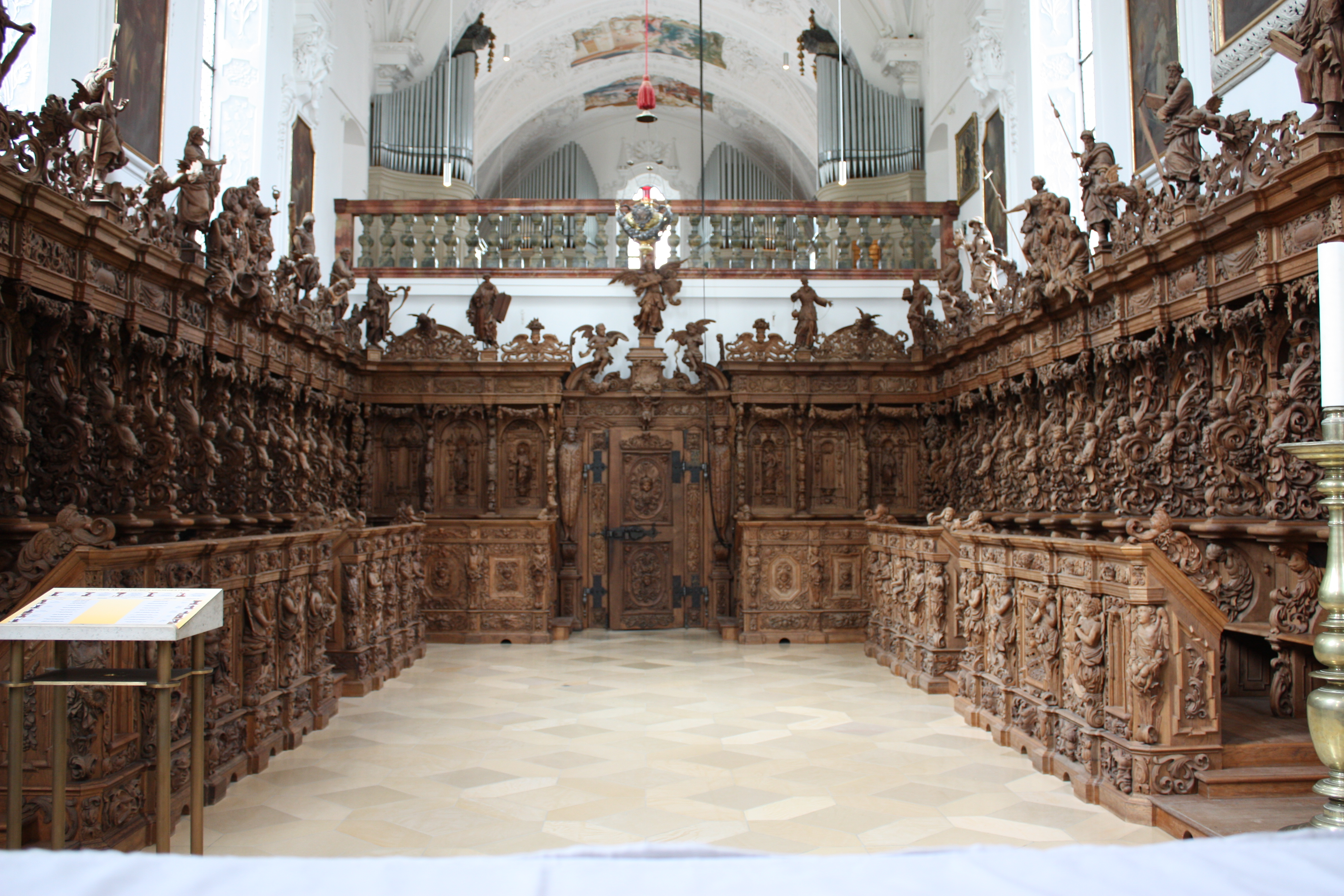
Eines der größten Werke Ignaz Waibls: Das Chorgestühl im Kloster Buxheim

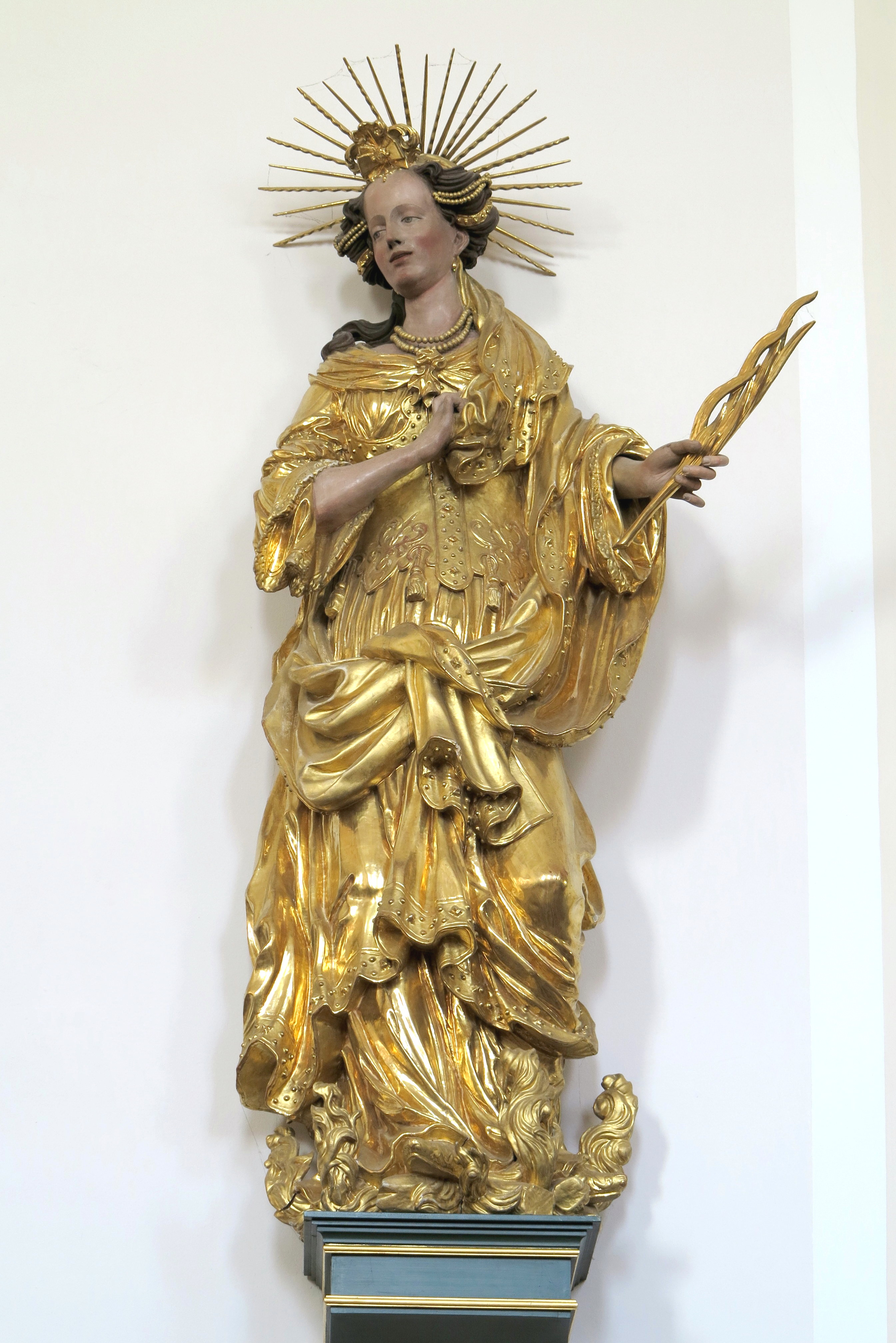
Hl. Afra in der Pfarrkirche von Reutte

Ignaz war der Sohn des Thomas Waibl und der Eva Wucherer. Sein Lehrmeister war Melchior Lechleitner. Ignaz wurde nach fünfjähriger Lehrzeit 1681 freigesprochen.
1683 schuf er den Engelsaltar in der Pfarrkirche zu den Heiligen Georg und Nikolaus in Oetz in Tirol. Nachweislich ab 1708 lebte er in Heimertingen in Deutschland, wenige Kilometer entfernt vom Kloster Buxheim in Oberschwaben. Im Auftrag des Priors Johannes Bilstein schuf er für die Kartause von Buxheim von 1687 bis 1691 die Bildwerke des Chorgestühls und von 1699 bis 1700 die Schnitzwerke des Zelebrantensitzes und zweier Seitenaltäre. Diese Werke gehören zu den wichtigsten barocken Holzbildhauereien.
Um 1705 arbeitete er an der Umgestaltung der Dekanatskirche Breitenwang in Reutte in Tirol mit. Hier findet sich der einzige umfangreichere Beleg für sein Wirken in Tirol.
Ignaz Waibl starb am 28. Februar 1733 im Alter von über 70 Jahren in Heimertingen.

## Werke
- 1683: Altar in der Unterkirche der Pfarrkirche Oetz mit Relief des Höllenrachens in der Predella
- 1687/1691: Buxheimer Chorgestühl
- um 1690: Figuren Peter und Paul am Hochaltar in der Pfarrkirche Breitenwang
- um 1720: Figuren Afra und Magnus in der Pfarrkirche Reutte
- Der gute Hirte im Chor von St. Ulrich in  Amendingen